# Daimler-Benz DB 601

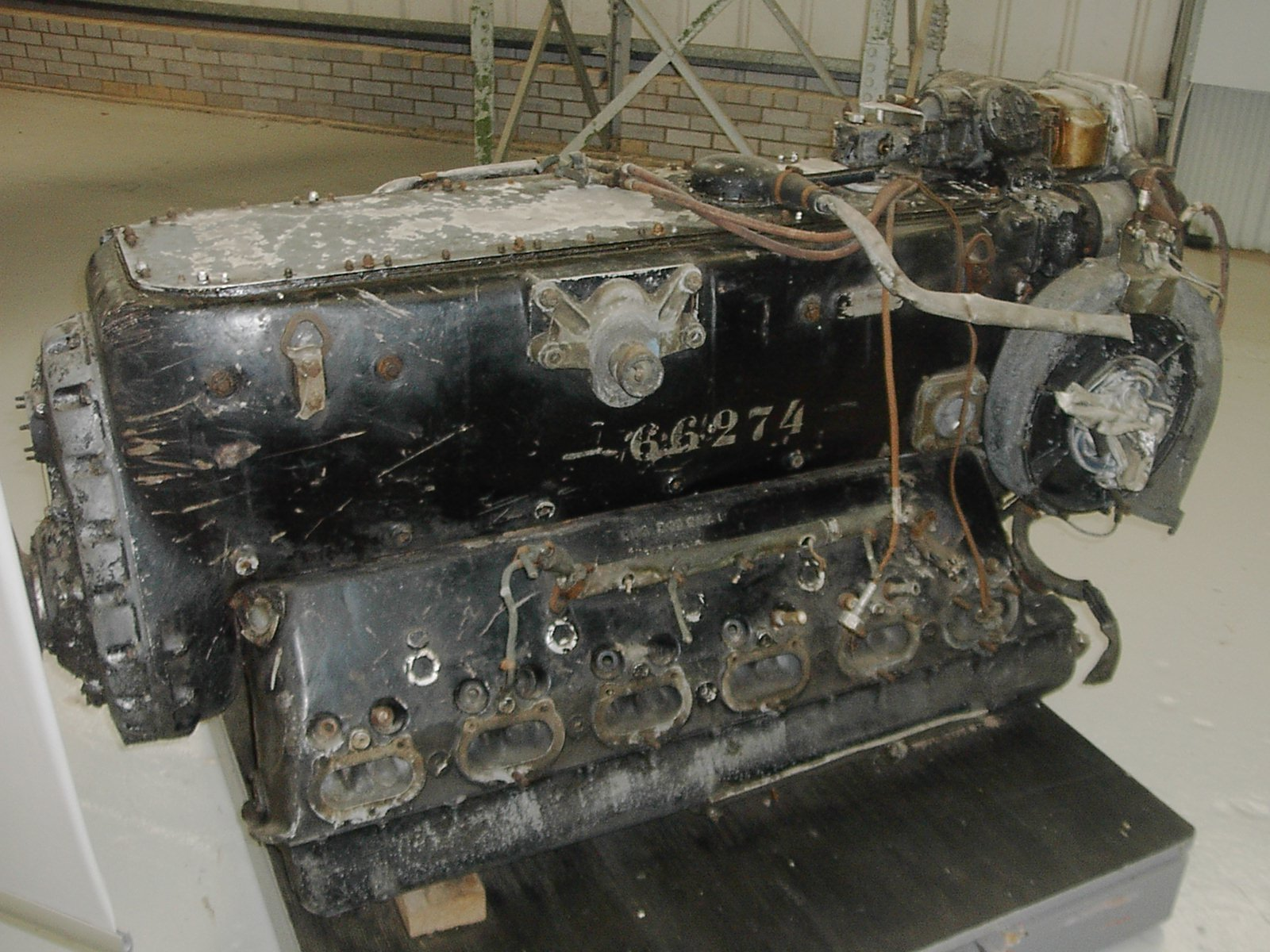
Um dos motores DB 601 do Messerschmitt Bf 110 de Rudolf Hess em exposição no Museu Nacional de Voo na Escócia

O Daimler-Benz DB 601 foi um motor de aeronave alemão construído durante a Segunda Guerra Mundial. Era um V12 invertido refrigerado a líquido e equipava o Messerschmitt Bf 109, o Messerschmitt Bf 110 e muitos outros. Aproximadamente 19.000 foram produzidos antes de ser substituído pelo Daimler-Benz DB 605 aprimorado em 1942. 
Em sua essência, o DB 601 era um DB 600 aprimorado com injeção direta de combustível. A injeção de combustível exigia que a potência fosse retirada do eixo de transmissão, mas, em troca, melhorava significativamente o desempenho em baixas rotações e fornecia desempenho acrobático em manobras em que as primeiras versões de motores carburados, como o britânico Rolls-Royce Merlin, perdiam potência quando a cuba da bóia do carburador ficava seca.

## Desenvolvimento
Com base nas diretrizes estabelecidas pelo "Reichverkehrsministerium" alemão ( Ministério dos Transportes do Reich ), em 1930 a Daimler-Benz iniciou o desenvolvimento de um novo motor aeronáutico do 30 litros (1 800 cu in) classe de deslocamento: um motor de pistão de 12 cilindros em V invertido refrigerado a líquido. Este foi designado F4 e em 1931 dois protótipos estavam em funcionamento na bancada de testes. A estes seguiu-se o F4B melhorado, que se tornou o protótipo do DB 600.
Em 1933, a Daimler-Benz finalmente recebeu um contrato para desenvolver seu novo motor e construir seis exemplares do DB 600. No ano seguinte, o DB 600 foi o único motor aeronáutico alemão na classe de 30 litros. No total, foram construídos 2.281 DB 600.
O DB 601A-1 foi um desenvolvimento do DB 600 com injeção direta de combustível mecânica. Como todos os DB 601, ele tinha um deslocamento de 33,9 litros. O primeiro protótipo DB 601A-1, designado como F4E, foi testado em 1935, e um pedido de 150 motores foi feito em fevereiro de 1937.
A produção em série começou em novembro de 1937 e terminou em 1943, após 19.000 exemplares de todos os tipos terem sido produzidos.